# Dr. Jekyll Mr. Hyde
Dr. Jekyll Mr. Hyde è il quarto album di Simona Molinari. È stato pubblicato il 14 febbraio 2013, due giorni dopo la presentazione dei brani Dr. Jekyll Mr. Hyde e La felicità al 63º Festival della Canzone Italiana di Sanremo. L'album ha raggiunto la posizione 16 dei dischi più venduti in Italia.

## Descrizione
Il disco, che continua e intensifica l'impronta electroswing iniziata in modo sperimentale nel precedente album Tua, è composto da 11 tracce ed è ricco di collaborazioni.
La felicità, il brano con il più classico arrangiamento electroswing, raggiunge la top 10 dei singoli più venduti su iTunes (precisamente l'ottava posizione).
Simona Molinari torna a far coppia con il pianista e cantautore americano Peter Cincotti. I due artisti partecipano al Festival di Sanremo 2013 con i brani La felicità e Dr. Jekyll Mr. Hide, quest'ultimo firmato dal maestro Lelio Luttazzi, entrambi inclusi nell'album. Cincotti è protagonista anche nell'altro duetto Non so dirti no (a Long Way from Home) di cui firma musica e parole, con l'adattamento della Molinari nella parte in italiano.
La cantautrice ha tradotto anche il testo di Sampa Milano, scritta dall'artista brasiliano Gilberto Gil per un gemellaggio fra Italia e Brasile con un arrangiamento electro-samba che rispecchia lo spirito del disco. La canzone vede la partecipazione alla batteria di Roberto Gatto, presente anche in Where the Clouds Go, brano dall'arrangiamento più acustico e senza elettronica.
In totale sintonia con le sonorità del disco è il brano Gran Balôn, inciso assieme al gruppo electroswing torinese The Sweet Life Society e a Frank Armocida, che affianca la Molinari nei concerti come cantante e percussionista.
Vi è infine la particolare collaborazione virtuale con il compositore e cantante Lelio Luttazzi, scomparso l'8 luglio 2010. Oltre alla canzone sanremese, che dà il titolo all'album, è del maestro Luttazzi anche il brano finale Buonanotte Rossana, una canzone-testamento dedicata alla moglie Rossana, registrata in versione piano-voce (il pianoforte è suonato dallo stesso Luttazzi).
La versione in vendita su iTunes comprende un ulteriore brano, una cover di A rose among thorns, composto da Ennio Morricone e presente nella colonna sonora del film Mission.

## Tracce
1. La felicità (feat. Peter Cincotti) – 2:59 (testo: Simona Molinari e Maurizio Vultaggio – musica: Carlo Avarello)
2. Dr. Jekyll Mr. Hyde (feat. Peter Cincotti) – 3:05 (testo: Lelio Luttazzi e Alberto Zeppieri – musica: Lelio Luttazzi)
3. Come vento – 3:22 (testo: Alessandra Dini – musica: Andrea Filanti e Alessandra Dini)
4. Gran Balôn (feat. The Sweet Life Society & Frank Armocida) – 3:35 (testo: Simona Molinari, Niccolò Agliardi, Giulia Passera e Frank Armocida – musica: Gabriele Concas, Matteo Marini e Simona Molinari)
5. Mentimi – 3:02 (testo: Simona Molinari e Giulia Galliani – musica: Andrea Rodini e Carlo Avarello)
6. Sampa Milano (feat. Gilberto Gil) – 3:31 (Gilberto Gil; edizioni musicali Gege Produções Artísticas Ltda)
7. Where the Clouds Go – 4:05 (testo: Eugene – musica: Carlo Avarello)
8. Non so dirti di no (a Long Way from Home) (feat. Peter Cincotti) – 3:42 (testo: Peter Cincotti e Simona Molinari – musica: Peter Cincotti)
9. Lettera – 3:02 (Simona Molinari)
10. Il mulo – 2:40 (testo: Simona Molinari e Piji – musica: Simona Molinari)
11. Buonanotte Rossana (feat. Lelio Luttazzi) – 3:24 (testo: Mirko Menna e Alberto Zeppieri – musica: Lelio Luttazzi)

## Musicisti
- Simona Molinari: voce
- Carlo Avarello: chitarra classica e chitarra acustica nei brani 1, 2, 3, 5, 6, 7 e 9, Rhodes nei brani 3 e 5, tastiera nei brani 2, 3, 6 e 8
- Nicola Valente: batteria nei brani 2, 3, 5, 8 e 9, basso nei brani 1, 2, 3, 4, 5, 6, 7, 8 e 9, chitarra elettrica nei brani 1, 2, 8, 9 e 10
- Roberto Gatto: batteria nei brani 6 e 7
- Peter Cincotti: pianoforte nei brani 1, 2, 8 e 9
- Gilberto Gil: chitarra classica nel brano 6
- Nicola Tariello: tromba nei brani 1, 2, 3, 6, 7, 8 e 10
- Fabio Verardo: programmazione nel brano 10
- Francesco Cecchet: basso nel brano 7
- Fabrizio Pierleoni: contrabbasso nel brano 10
- Raffaele Pallozzi: pianoforte nel brano 10
- Marco Russo: rhodes nel brano 7
- Eugene: sintetizzatore e tastiera nel brano 8, theremin nel brano 3
- Andrea Sgobba: violino nel brano 3
- Nicoletta Pignataro: viola nel brano 3
- Antonella Loddo: violoncello nel brano 3
- Lelio Luttazzi: pianoforte nel brano 11

## Classifiche
| Classifica (2013) | Posizione |
| ----------------- | --------- |
| Italia            | 16        |